# Hellmuth Felmy
Hellmuth Felmy (28 de mayo de 1885 - 14 de diciembre de 1965) fue un general alemán, acusado como criminal de guerra, durante la II Guerra Mundial, comandante de las fuerzas en la Grecia y Yugoslavia ocupadas. Alto oficial de la Luftwaffe, Felmy fue juzgado y condenado en el Juicio de los rehenes de 1948.

## Biografía
Nacido como Walter Hellmuth Wolfgang Felmÿ el 28 de mayo de 1885 en Berlín, era hijo de Otto Emil Alexander y Anna Martha Maria [Fleischer] Felmÿ. En 1904, se incorporó al Ejército Imperial, y en 1912 Felmy fue a la escuela de vuelo para convertirse en piloto del Servicio Aéreo del Ejército Imperial. Durante la I Guerra Mundial, Felmy comandó un escuadrón en el frente turco. Después de la guerra, permaneció en el ejército. Felmy alternó entre asignaciones en la infantería y en la aviación en el Reichswehr de la República de Weimar. El 4 de febrero de 1938, fue promovido a General der Flieger.
Para el inicio de la II Guerra Mundial, Felmy comandaba la 2.ª Flota Aérea (Luftflotte 2) de la Luftwaffe. El 12 de enero fue obligado a dimitir debido al incidente Mechelen y fue reemplazado por Albert Kesselring. La reputación de sus hijos, también miembros de la Luftwaffe, también se vio empañada. En un esfuerzo por rehabilitar en nombre de su familia se unió al Partido Nazi (contra el protocolo).
En mayo de 1941, Felmy fue convocado por el Alto Mando de las Fuerzas Armadas (Oberkommando der Wehrmacht, o OKW) para ser comandante del Personal Especial F, la misión militar en Irak. Como Felmy era General der Flieger, no era responsable del mando del componente de la fuerza aérea del Personal Especial. Sonderstab F duró entre el 20 de mayo y el 20 de junio, terminando en fracaso. Felmy comandó la misión en Irak desde la Grecia ocupada.
Después del fracaso de la misión en Irak, Felmy fue nombrado comandante del Grupo de Ejércitos del Sur de Grecia (Befehlshaber Südgriechenland). Entre 1942 y 1943, permaneció en Grecia y comandó la unidad de "despliegue especial" (zur besonderen Verwendung, o z. b. V.) nombrada en su honor (z. b. V. Felmy). Entre 1943 y 1944, comandó el LXVIII Cuerpo de Ejército del Ejército alemán. A finales de 1944, el LXVIII Cuerpo fue trasladado de Grecia a Yugoslavia. Entre 1944 y 1945, comandó el XXXIV Cuerpo de Ejército. En 1945, el XXXIV Cuerpo fue derrotado durante la Ofensiva General de los Partisanos Yugoslavos de marzo y abril.
En 1948, durante el Juicio de los rehenes en Núremberg, Felmy fue condenado por crímenes de guerra en Grecia y se le dio una sentencia de 15 años. Su sentencia fue revisada por el "Panel Peck". Fue liberado anticipadamente el 15 de diciembre de 1951. El 14 de diciembre de 1965, Felmy murió en Darmstadt, Alemania Occidental.

### Póstumamente
En 2007, los escritos de Felmy sobre los cosacos que luchaban por los alemanes, junto los de Walter Warlimont, fueron publicados en el El Cuerpo Cosaco.
El hijo de Felmy, Hansjörg Felmy (1931-2007), fue un actor de éxito que apareció en películas como Cortina rasgada.